# Курахівська міська територіальна громада
Курахівська міська територіальна громада — територіальна громада в Україні, у Покровському районі Донецької області з адміністративним центром у місті Курахове.

## Загальна інформація
Площа території — 351,6 км², населення громади — 38 776 осіб (2020 р.).

## Населені пункти
До складу громади увійшли 2 міста (Гірник та Курахове), 5 селищ (Гостре, Іллінка, Курахівка, Острівське, Старі Терни), 21 село Берестки, Веселий Гай, Вовченка, Вознесенка, Ганнівка, Гігант, Дальнє, Дачне, Зеленівка, Зоря, Ізмайлівка, Костянтинопольське, Кремінна Балка, Новодмитрівка, Новоселидівка, Сонцівка, Степанівка, Сухі Яли, Трудове, Успенівка та Янтарне.

## Історія
Створена у 2020 році, відповідно до розпорядження Кабінету Міністрів України № 721-р від 12 червня 2020 року «Про визначення адміністративних центрів та затвердження територій територіальних громад Донецької області», шляхом об'єднання територій та населених пунктів Гірницької міської ради Селидівської міської ради, Курахівської міської, Курахівської селищної, Дачненської, Новоселидівської, Успенівської сільських рад Мар'їнського району та Сонцівської сільської ради Покровського району Донецької області.